# Mads Alstrup
Mads Alstrup (1808 - 1876) está considerado como uno de los pioneros en Dinamarca en la práctica de la fotografía. Fue el primer fotógrafo danés que tuvo su propio estudio de retratos.

## Biografía
Nació en Viborg. Aprendió orfebrería y tuvo su propio negocio en Randers en Jutlandia. En el verano de 1842, se trasladó a Copenhague y creó un gabinete de daguerrotipo detrás del Pabellón de Hércules en el Jardín de Rosenborg. En esta zona tan popular de la ciudad no tuvo problemas para encontrar modelos que posaran para sus retratos. De 1843 a 1848, viajó por toda Dinamarca, pasaba unos días o semanas en diferentes ciudades donde establecía estudios fotográficos temporales. En 1849, se estableció finalmente en Copenhague y abrió un nuevo estudio en un lugar céntrico, en la Ostergade, cerca de Kongens Nytorv.
Alstrup era más un técnico competente que un auténtico artista y a diferencia de otros fotógrafos artísticos de su época, podía tener un negocio rentable invirtiendo constantemente en nuevos equipos fotográficos, por ello la calidad de su trabajo aumentaba año tras año. En los dieciséis años que estuvo en Dinamarca se estima que produjo unos 33.000 daguerrotipos.
En 1858 se trasladó a Suecia tras perder su negocio debido a la crisis de 1857. Al igual que hizo en su país, viajó por todo el territorio sueco realizando gran cantidad de retratos. En 1859 estaba en Helsingborg y Kristianstad y en 1860 en Gotemburgo, donde permaneció durante unos años. En 1863 trabajaba en Malmö con GS Ekeund. Murió en Falun en 1876.